# Élisabeth Guignot
Élisabeth Guignot (Paris, 5 de agosto de 1941), também conhecida como Élisabeth Depardieu, seu antigo nome de casada, é uma atriz francesa.  Em abril de 1970, casou-se com Gérard Depardieu, com quem teve dois filhos - Guillaume (1971-2008)  e Julie Depardieu (n. 1973) -, ambos atores. O casal separou-se no início dos  anos 1990, finalizando o divórcio somente em 2006.